# Mark 50 ALWT
Mark 50 ALWT (Advanced LightWeight Torpedo) är en ubåtsjakttorped framtagen för USA:s flotta. Målet med Mark 50 var att konstruera en torped som var kompatibel med de tidigare Mark 46 men som hade kapacitet att hinna upp och slå åt även de snabbaste sovjetiska atomubåtarna med titanskrov som Projekt 705 Lira och Projekt 661 Antjar.

## Utveckling
Utvecklingen startade redan 1974, men det var först 1986 som de första provskjutningarna ägde rum. År 1991 genomfördes en utvärdering av torpeden där man kom fram till att den visserligen uppnådde ställda krav, men att den inte var kostnadseffektiv. Man valde därför att gå vidare genom att bara köpa in en mindre serie torpeder. Mark 50 kom därför inte att ersätta Mark 46 som det var tänkt. Mark 46 kommer i stället att ersättas av Mark 54 som har samma målsökare som Mark 50 men med det mer konventionella framdrivningssystemet från Mark 46.

## Konstruktion
Mark 50 drivs av en Rankinemotor som får sin värme av att litium reagerar med svavelhexafluorid. Rankinemotorn driver i sin tur ett vattenjetaggregat. Bränsleblandningen är vald med tanke på djupprestanda eftersom restprodukterna (svavel och litiumfluorid) är fasta material som upptar mindre volym än bränslet. Det gör att torpedmotorn inte behöver övervinna vattentrycket för att trycka ut några avgaser.